# Октябрьская (Тюменская область)
Октябрьская — деревня в Армизонском районе Тюменской области России. Входит в состав Красноорловского сельского поселения.

## География
Деревня находится в южной части Тюменской области, в лесостепной зоне, в пределах Ишимской равнины, на юго-западном берегу озера Большое Тупишное, на расстоянии примерно 26 километров (по прямой) к северо-востоку от села Армизонское, административного центра района. Абсолютная высота — 135 метров над уровнем моря.
Климат резко континентальный с теплым летом и суровой холодной зимой. Годовое количество осадков — 310 мм. Средняя температура января составляет −18,2 °C, июля — +18,1 °C.

### Часовой пояс
Деревня Октябрьская, как и вся Тюменская область, находится в часовой зоне МСК+2. Смещение применяемого времени относительно UTC составляет +5:00.

## Население
| 1989 | 2002 | 2010 |
| ---- | ---- | ---- |
| 83   | ↘35  | ↘29  |

Гендерный состав
По данным Всероссийской переписи населения 2010 года в гендерной структуре населения мужчины составляли 48,3 %, женщины — соответственно 51,7 %.
Национальный состав
Согласно результатам переписи 2002 года, в национальной структуре населения русские составляли 94 % из 35 чел.

## Улицы
Уличная сеть деревни состоит из одной улицы (ул. Лесная).